# آبلیویئن (کمیک)
آبلیویئِن (به انگلیسی: Oblivion) یک نهاد کیهانی و شخصیت خیالی در کتاب‌های کامیک آمریکایی منتشر شده توسط مارول کامیکس است. این شخصیت توسط نویسنده جان دیمتیس و طراح آلن کوپربرگ خلق شده‌است؛ که برای اولین بار در شمارهٔ ۳ از نخستین جلد مجموعه آیس‌من (مارس ۱۹۸۵) حضور پیدا کرد. آبلیویئن یک نهاد انتزاعی و تقریباً قادری مطلق به‌شمار می‌رود که تجسم آنتروپی و سقوط یا نابودی جهان است.
آبلیویئن، اترنیتی، اینفینیتی و دث پس از خلقت گیتی شکل گرفتند و این چهار مخلوق کیهانی یکدیگر را به چشم هم‌نیا مشاهده می‌کنند. او رابطهٔ بسیار نزدیکی با دث دارد و نیمه دیگر وی است و این دو ممکن است جنبهٔ مختلف یک موجودیت باشند (درست همانند اترنیتی و اینفینیتی). آبلیویئن درست نقطه مقابل اینفینیتی محسوب می‌شود، همانگونه که دث و اترنیتی در عالم رقیب یکدیگر هستند. قلمرو آبلیویئن تحت عنوان «ناحیه پوچ بیرونی» شناخته می‌شود که تهی از هرگونه ماده و انرژی است.

## توانایی‌ها و قدرت‌ها
به عنوان یک نهاد انتزاعی، آبلیویئن یکی از قدرتمندترین مخلوقات دنیای مارول به‌شمار می‌رود. او از توانایی‌های کیهانی بی‌انتهایی برخوردار است که از آن‌ها برای مقاصد مختلف بهره می‌گیرد. جنبه‌ای ساده از آبلیویئن، میکابوشی، قادر به از بین بردن نزدیک به تمامی فرضیه چندجهانی مارول بود. او احتمالاً قوی‌ترین عضو در بین هم‌نیاهای خود به‌شمار می‌رود.